# Públio Petrônio Turpiliano
Públio Petrônio Turpiliano (em latim: Publius Petronius Turpilianus; m. 68) foi um senador romano eleito cônsul em 61 com Lúcio Júnio Cesênio Peto. Ele era filho, possivelmente adotivo, de Públio Petrônio e Pláucia, a irmã de Aulo Pláucio, conquistador e primeiro governador da Britânia.

## Carreira
Depois de ser eleito cônsul, em 61, Turpiliano deixou o cargo no segundo semestre e foi nomeado governador da Britânia no lugar de Caio Suetônio Paulino, removido depois da revolta da rainha Boudica. Em contraste com as medidas punitivas de seu antecessor, Petrônio usou de uma abordagem mais conciliadora além das operações militares. Em 63, ele foi substituído por Marco Trebélio Máximo e foi nomeado superintendente dos aquedutos de Roma (curator aquarum).
Em 65, Turpiliano foi agraciado com ornamenta triumphalia, aparentemente por sua lealdade ao imperador Nero. Depois da morte dele, em 68, Galba, na época governador da Hispânia Tarraconense, foi nomeado imperador pelo Senado e Turpiliano aparentemente se declarou por ele. Contudo, em sua marcha até Roma, Galba ordenou que Turpiliano fosse sumariamente executado (ou que ele próprio tirasse sua vida) por ser um comandante nomeado por Nero (dux Neronis).